# Theo van Boven
Theodoor Cornelis (Theo) van Boven (Voorburg (Zuid-Holland), mei 1934) is een Nederlands jurist en emeritus hoogleraar internationaal recht aan de Universiteit Maastricht in Maastricht. Hij heeft internationaal naam gemaakt als voorvechter voor de rechten van de mens.

## Levensloop
Van Boven behaalde in 1959 zijn titel meester in de rechten aan de Universiteit Leiden en slaagde een jaar later voor zijn master aan de Southern Methodist University in Dallas. Op 8 maart 1967 promoveerde hij aan de Universiteit Leiden bij Haro van Panhuys op het proefschrift De volkenrechtelijke bescherming van de godsdienstvrijheid.
Van 1960 tot 1977 was hij ambtenaar van het ministerie van Buitenlandse Zaken in Den Haag en overlappend van 1967 tot 1977 lector in mensenrechten aan de Universiteit van Amsterdam.
In 1977 werd hij benoemd tot directeur van de afdeling voor Mensenrechten van de Verenigde Naties in Genève. Daarbij werd hij aangesteld als hoogleraar internationaal recht aan de Universiteit Maastricht.
Van 1986 tot 1991 was hij speciaal rapporteur voor het recht op schadeloosstelling van slachtoffers van grove schendingen van de mensenrechten (Right to Reparation to Victims of Gross Violations of Human Rights) en als zodanig lid van de commissie Voorkoming van Discriminatie en Bescherming van Minderheden. Sinds 2001 was hij tot ca. 2003/04 speciaal rapporteur voor marteling.
Van Boven is lid van de Internationale Commissie van Juristen. Van februari tot december 1994 was hij de eerste griffier van het Joegoslaviëtribunaal.
Op 16 december 2005 werd Resolutie 60/147 door de Algemene Vergadering van de Verenigde Naties aangenomen, met de titel: Basic Principles and Guidelines on the Right to a Remedy and Reparation for Victims of Gross Violations of International Human Rights Law and Serious Violations of International Humanitarian Law. Deze principes zijn grotendeels geïnspireerd door het werk van Van Boven en Cherif Bassiouni en worden daarom ook wel de Van Boven/Bassiouni Principles genoemd.

## Eredoctoraten
- Louvain-la-Neuve, 1982
- Rotterdam, 1988
- Buffalo, 1991
- Buenos Aires, 2009

## Prijzen
- Louise Weiss-prijs (Straatsburg, 1982).
- Right Livelihood Honorary Award[2] (Stockholm, 1985).
- Mensenrechtenprijs International Service for Human Rights (Genève, 1996).
- Clara Meijer-Wichmann Penning.[3] (Amsterdam, 10 december 2001)
- Carnegie Wateler Vredesprijs[4] (Den Haag, 22 oktober 2004).
- Lisl and Leo Eitinger prijs voor Mensenrechten[5] (Oslo, 26 januari 2005)

## Titels
- Commandeur in de Orde van Oranje Nassau[6] (Maastricht, 1999)
- Commandeur in de Orde van Bernardo O’Higgins, (Santiago, 10 mei 2007)
- Commandeur in de Orde van de vrijheidsstrijder San Martín[7] (Buenos Aires, 25 november 2009)

- Bibliothèque nationale de France: cb13524391s (data)
- Gemeinsame Normdatei: 123165083
- International Standard Name Identifier: 0000 0000 8384 8779
- Library of Congress Control Number: n82111160
- NARCIS: PRS1245913
- Nationale Bibliotheek van Israël: 987007600040005171
- Nederlandse Thesaurus van Auteursnamen: 069171580
- Système universitaire de documentation: 050318950
- Virtual International Authority File: 56768687
- WorldCat: E39PBJpJjcg3hfcw9MkWY4bjmd